# Vosoesjka
De Vosoesjka (Oekraïens: Восушка, Russisch: Высушка, Vysoesjka) is een rivier in de oblast Ternopil, West-Oekraïne. Het is een zijrivier van de Strypa, die 34 km zuidwaarts stroomt door deze oblast en heeft een stroomgebied van 187 km². De rivier is over het algemeen slechts enkele meters breed en de vallei is V-vormig,zo’n 200-300 m breed. De rivier ontspringt ten noordwesten van het dorp Jatskivtsi. Hij stroomt door het Podilski-hoogland naar het zuidoosten en het zuiden en mondt uit in de Strypa ten noorden van het dorp Denisiv.